# 기이야마다역
기이야마다역(일본어: 紀伊山田駅, きいやまだえき)은 일본 와카야마현 하시모토시에 있는 서일본 여객철도의 철도역이다.

## 역 구조
단식 1면 1선 구조의 지상역으로, 정류소로 취급되고 있다.

## 역세권 정보
- 국도 제24호선

## 역사
- 1952년 10월 1일 - 일본국유철도 와카야마 선 하시모토 역 ~ 묘지 역 사이에 개업.
- 1987년 4월 1일 - 민영화에 따라 서일본 여객철도의 소속이 되었다.

## 인접역
| 서일본 여객철도 와카야마 선 | 서일본 여객철도 와카야마 선 | 서일본 여객철도 와카야마 선 |
| --------------------------- | --------------------------- | --------------------------- |
| 하시모토 오지 방면          | ■ 와카야마 선               | 고야구치 와카야마 방면      |